# Torre Baró-Vallbona (metropolitana di Barcellona)
Torre Baró - Vallbona è una stazione della linea 11 della metropolitana di Barcellona. La stazione della metropolitana assieme alla stazione delle Cercanías di Barcellona fa parte di un piccolo nodo intermodale situato nel distretto di Nou Barris di Barcellona.

## Storia
La stazione Torre Baró - Vallbona della L11 è entrata in servizio nel 2003, contestualmente all'inaugurazione dell'intera linea.
La stazione è costruita in superficie ed è situata tra la avenida Escolapi Càncer e la calle Sant Feliu de Codines. Possiede un ingresso ad ogni estremo della stazione; dal lato sud è presente un solo accesso a livello della strada dalla Avenida de Vallbona,  molto vicino alla stazione delle cercanías. L'ingresso a nord presenta un solo accesso da Carrer Sant Feliu de Codines. Entrambi gli accessi dispongono di macchine per la vendita automatica dei biglietti e di accessi controllati verso le banchine.
Dall'ingresso a sud si accede al binario 1 tramite una rampa in leggera pendenza, mentre da quello a nord si devono scendere due rampe di scale che portano ad un piano posto sopra i binari.
L'accesso nord è collegato tramite ascensori sia al piano superiore che al livello dei binari.
Il livello sul quale circolano i treni è a doppio binario con banchine laterali, totalmente coperte da una tettoia.

## Accessi
- Avenida Escolapi Càncer
- calle Sant Feliu de Codines